# Ole G. Backer
Ole G. Backer (født 20. maj 1925 i København, død 15. juni 2006) var en dansk overlæge og overkirurg.
Backer, der selv var lægesøn, begyndte efter studentereksamen fra Metropolitanskolen i 1943 på medicinstudiet på Københavns Universitet. Herfra dimitterede han i 1951. Året efter kom han til Finseninstituttets Centrallaboratorium som videnskabelig assistent og var der frem til 1956, hvor han påbegyndte sin uddannelse i kirurgi. Han blev 1958 dr.med. på disputatsen Studier over værdien af den hæmatologiske kontrol med chronisk stråleudsatte. Fra 1961 var han 1. reservekirurg på Sankt Josephs Hospital, siden på Sundby Hospital og Rigshospitalet. I 1967 blev han overlæge på Frederiksberg Hospitals kirurgiske afdeling, i 1972 specialist i kirurgisk gastroenterologi på Bispebjerg Hospital og blev her administrerende overkirurg i 1984.
En overgang underviste han i systematisk kirurgi på Københavns Universitet, ligesom han var kirurgisk konsulent ved Nørre Hospital og overlæge ved Søværnet. Han var medlem af Dansk Selskab for Cancerforskning og Danske Kirurgers Organisation og var kasserer i Dansk Kirurgisk Selskab, ligesom han havde sæde i en række øvrige faglige bestyrelser og udvalg.
Ole G. Backer er begravet på Søllerød Kirkegård.